# Pulido Méndez
Pour les articles homonymes, voir Pulido et Mendez.
Pulido Méndez est l'une des sept paroisses civiles de la municipalité d'Alberto Adriani dans l'État de Mérida au Venezuela. Sa capitale est La Blanca.